# Oskar von Miller
Oskar von Miller (7 de mayo de 1855, Múnich  - 9 de abril de 1934) fue un ingeniero eléctrico, líder en el negocio de la electricidad, además de un innovador alemán y fundador del museo de la ciencia y tecnología de Múnich Deutsches Museum, el más grande museo de tecnología y ciencia del planeta. Fue uno de los fundadores de la tecnología de corrientes alternas trifasicas y un desarrollador inicial de la Tensión directa de alto voltaje(HVDC).
Nacido en Múnich en Alta Baviera en una familia de Aichach, era el hijo del primer supervisor de la fundición de mineral Real de Múnich, Fernando von Miller (1813 - 1887) y su esposa Anna Posl (1815-1890). Miller se casó con la pintora Marie Seitz en 1884, con la que tuvo siete hijos, dos de los cuales, murieron en la infancia. Su hermano fue el lanzador de mineral y director de la Academia de Bellas Artes de Múnich barón Ferdinand von Miller. Con la elevación de su padre Fernando en la nobleza de Baviera el 12 de octubre de 1875 y con la inscripción del nombre de la familia en el rollo de la aristocracia del Reino de Baviera el 30 de diciembre de 1875, Oskar fue ennoblecido al mismo tiempo.
Pronto descubrió su fascinación en el campo de la electrotecnia desarrollada recientemente, y así mostró su interés en ella estudiando Ingeniería Eléctrica. En 1882 se organizó la primera exposición electrotécnica en Alemania, después de haber estado fascinado por la primera exposición de este tipo en París. En esta exposición, el 16 de septiembre de 1882, en colaboración con Marcel Deprez, logró construir la primera línea de alta tensión en Alemania para transmitir una corriente eléctrica por primera vez a una distancia de aproximadamente 60 kilómetros, desde Miesbach hasta el Glaspalast en Múnich.
En 1883 entra en AEG y funda una oficina de ingeniería en Múnich. Gracias a la exhibición eléctrica en Fráncfort del Meno en 1891 y varias plantas de potencia desarrolladas contribuyeron a la reputación de Oskar von Miller. En los primeros años del museo de ciencia, la exhibición y la colección de los artículos y objetos del museo de Múnich fueron fuertemente influenciados personalmente por Oskar von Miller con el apoyo gubernamental del emperador Wilhelm II.

## Premios y honores

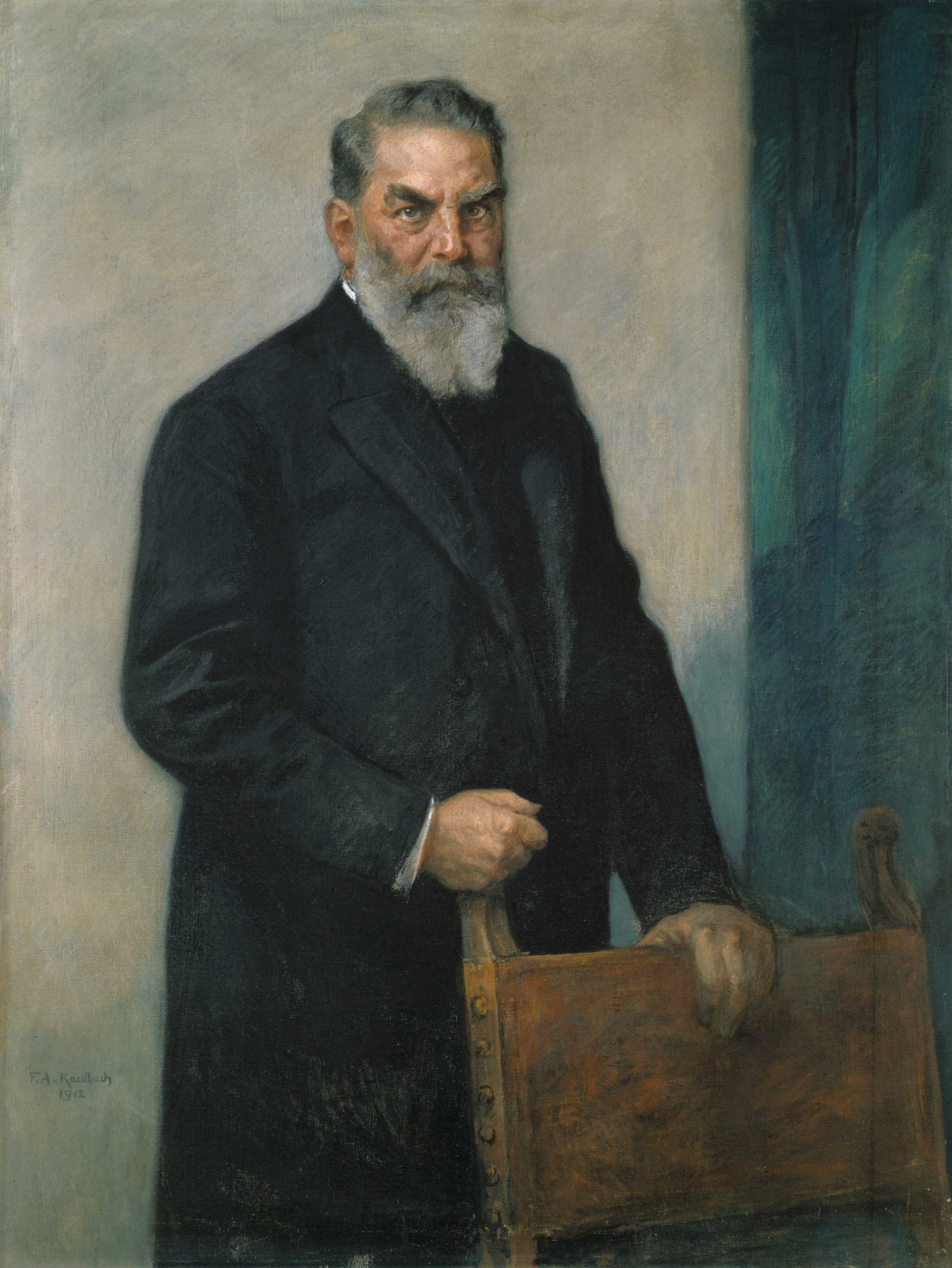
Pintura de Oskar Von Miller en el Deutsches Museum.

- Miembro de la Cámara Alta (Kammer der Reichsräte) del Parlamento de Baviera.
- Ciudadano Honorario de la ciudad de Múnich
- Ciudadano Honorario de la ciudad de Holzkirchen
- Presidente Honorario de la segunda conferencia mundial sobre electricidad y potencia (Weltkraftkonferenz)
- Siemens-Ring(1927).
- Medalla conmemorativa de la Asociación de Ingenieros Alemanes(1925).
- Medalla de Oro de los ciudadanos de la ciudad de Múnich(1925).
- Ciudadano honorario de la Universidad Técnica de Viena[2](1928).
- Escudo de Águila del imperio Alemán(1930).

Tuvo múltiples cargos que von Miller desempeñó debido a su personalidad y la importancia que él tenía en el campo de la tecnología eléctrica, por ejemplo:
- Jefe de la asociación de ingenieros de Alemania (Association of German Engineers)
- Miembro de la delegación de paz de 1919 en Versailles como supervisor técnico.
- Autor de numerosos libros, de los que tratan el tema de suplir de energía eléctrica a y desde ciudades y sus normas estándar para el trabajo.

Varias calles y plazas de varias ciudades alemanas llevan el nombre de Oskar von Miller:
- una sección de la plaza del casco antiguo de Múnich
- una calle en el barrio de Ostend, en Frankfurt
- una calle en Einsiedlerhof, un distrito de Kaiserslautern
- la Realschule en Rothenburg ob der Tauber
- una calle, una plaza y la escuela profesional en Schwandorf
- una calle en el distrito de Augsburgo Göggingen
- una carretera en Baviera, más
- una calle en Lauffen am Neckar
- una calle en Friedberg (Bayern)
- una calle en Odelzhausen
- un camino en Schweinfurt
- una calle en Tettnang
- una calle en Nuremberg
- una calle en Weiden
- una calle en Fuerstenfeldbruck
- una calle en Mammendorf
- una calle en Aichach
- una calle en el distrito de Dresde Lockwitz
- un lugar en Holzkirchen / distr. Miesbach
- Su busto fue erigido en el Salón de la Fama en Múnich.
- En 1966, el "Old Grammar School" en Munich-Schwabing ha sido renombrado a Oskar-von-Miller-Gymnasium. Oskar von Miller en 1874 se había graduado de la escuela secundaria aquí mismo.
- 1969 pasó a llamarse la "Escuela Profesional de Ingeniería Eléctrica" en Oskar-von-Miller-School en Kassel.
- 2009 fue fundada la "Cátedra de Ciencias de la Comunicación Oscar Von Miller" en la Universidad Técnica de Múnich(Technische Universität München). El primer profesor fue el actual director del Museo Alemán, Wolfgang M. Heckl [3].
- 2010 Torre Oskar-von-Miller: Torre Meteorológica en la Technische Universität München en Múnich.
- Desde 1991, el Centro de Schwandorf, la Escuela Vocacional es apodada "Oskar-von-Miller-School"